# Huis Kaperberg 8

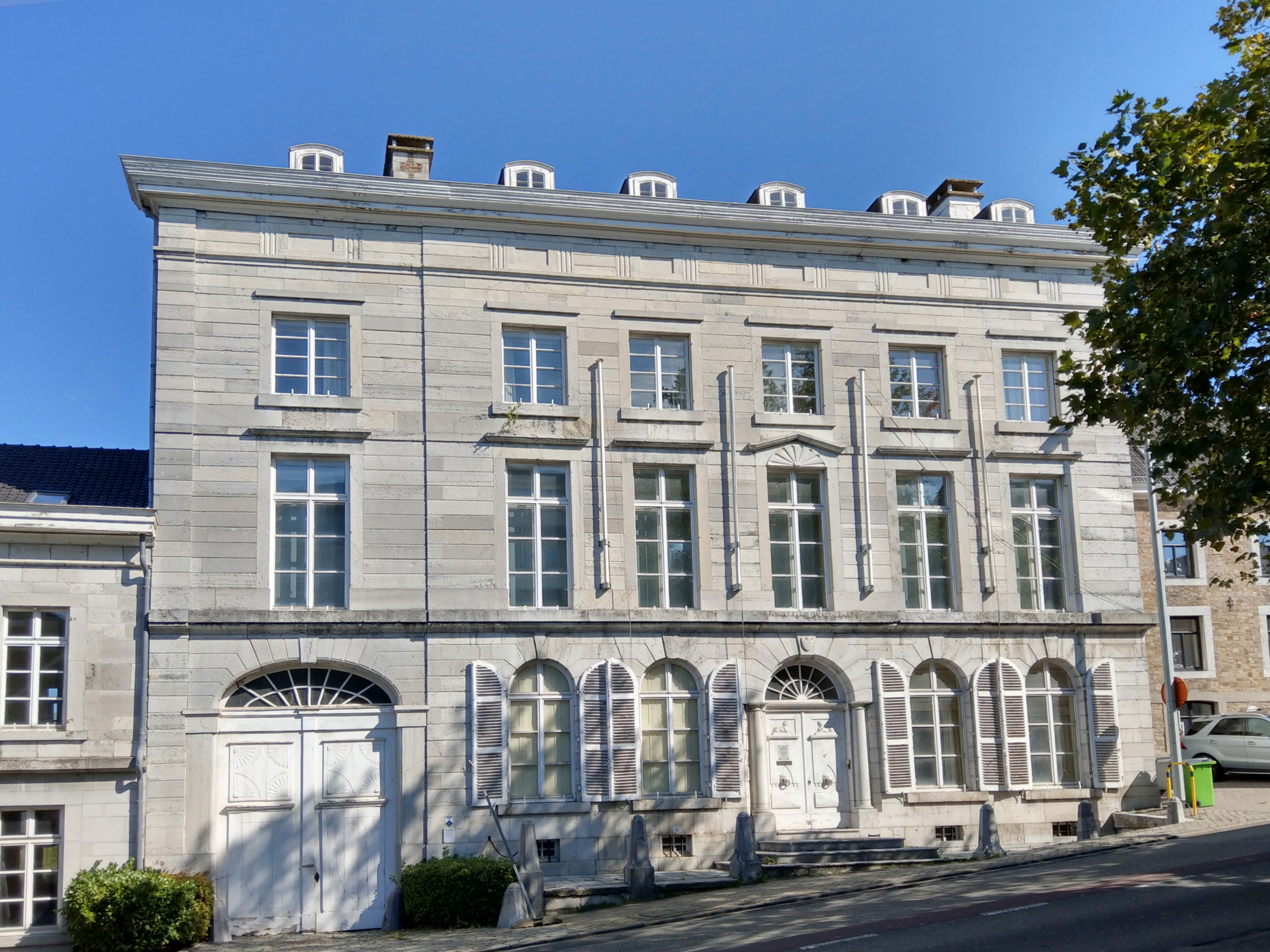
Huis Kaperberg 8

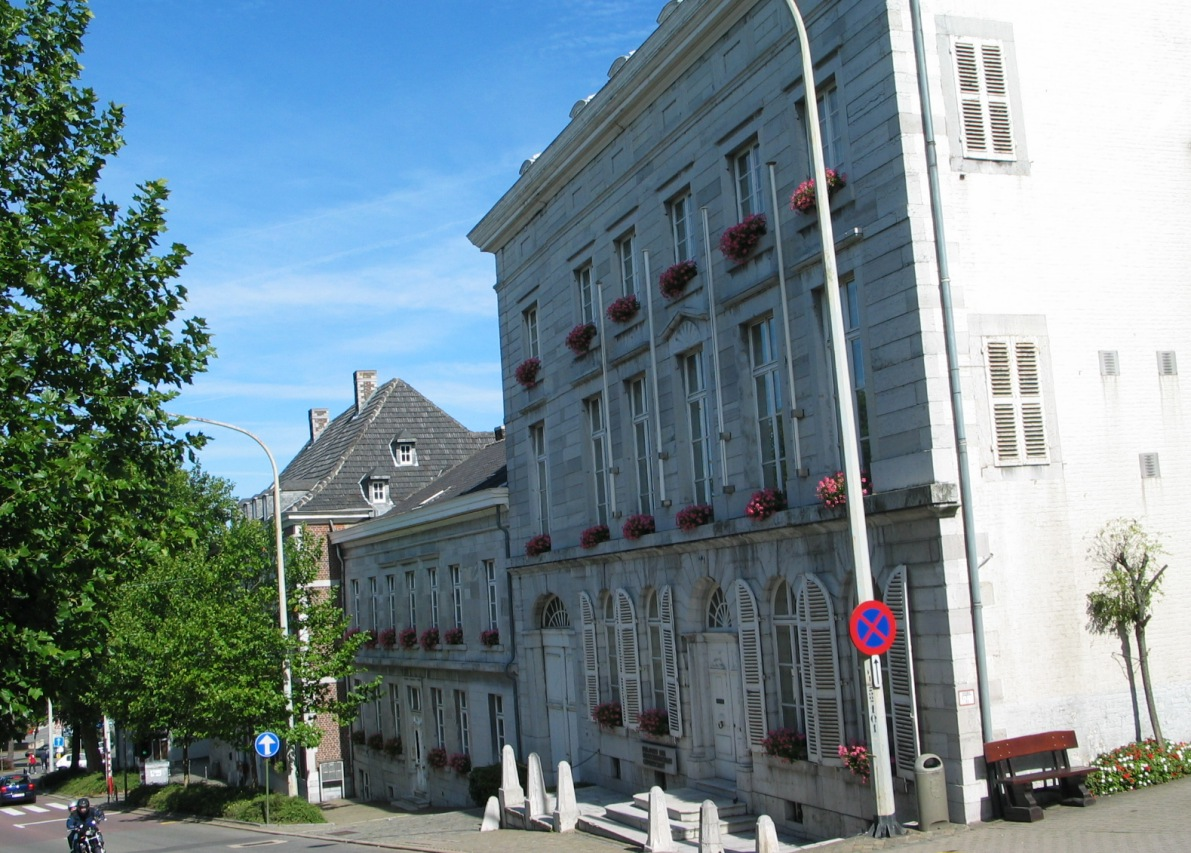

Huis Kaperberg 8 is een gebouw aan de Kaperberg 8 (N68) in de Belgische stad Eupen. Het pand staat in de Oberstadt ten oosten van het stadscentrum ten zuidoosten van de Werthplatz. Het gebouw is opgetrokken in empirestijl. Ten noordoosten van het gebouw staat de Pater Damian Schule.

## Geschiedenis
In 1812 werd het gebouw als woonhuis gebouwd door de Eupense kledingfabrikant Christian Bernhard Sternickel.
Op 29 juni 1973 kocht de Belgische staat van de familie van Jean-Marie Henri de Spa het gebouw aan de Kaperberg 8 en bracht daar de Rat der deutschen Kulturgemeinschaft in onder, het latere Parlement van de Duitstalige Gemeenschap.
Rond 1980 werd er een rechtervleugel bijgebouwd.
Sinds 15 maart 1983 is het gebouw beschermd als monument.
In 1984 kreeg de Duitstalige Gemeenschap haar eigen parlement met wetgevende macht.
In oktober 2013 werd het nieuwe onderkomen van het Parlementsgebouw van de Duitstalige Gemeenschap opgeleverd (een verbouwd sanatorium) aan de Kehrweg en op 8 oktober begon de verhuizing van het parlement van de Kaperberg 8 naar het nieuwe adres.
De regering zetelt in het Haus Grand Ry in het centrum van Eupen.